# Caspar-David-Friedrich-Denkmal (Greifswald)

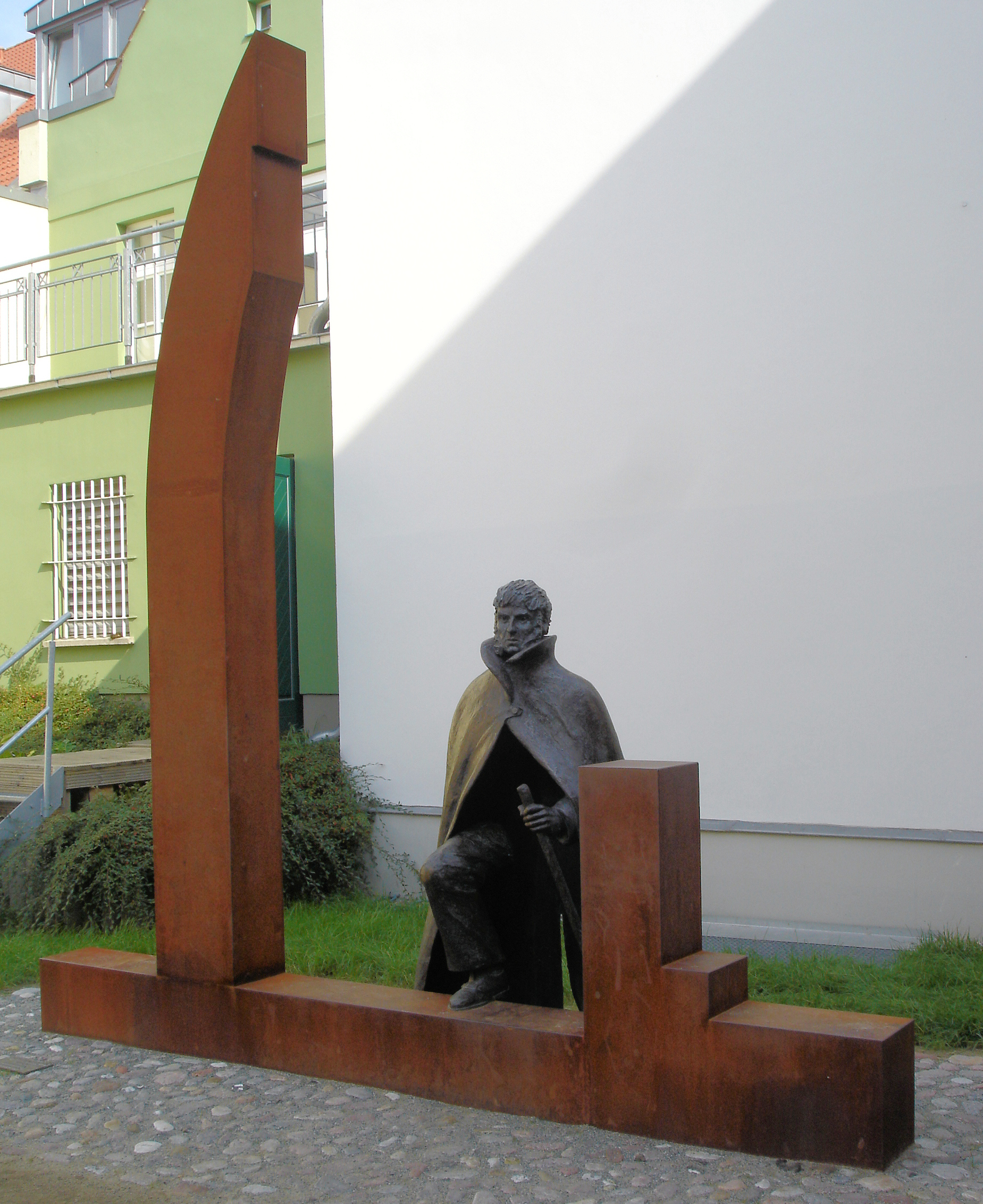
Caspar-David-Friedrich-Denkmal in Greifswald

Das Caspar-David-Friedrich-Denkmal in Greifswald wurde 2009 von dem in Lübeck wohnenden Bildhauer Claus-Martin Görtz geschaffen. Es befindet sich seit 2010 in der Lappstraße, nahe des Fischmarktes, in unmittelbarer Nähe des Doms St. Nikolai und jenem Anwesen in der Langen Straße, in dem Caspar David Friedrich zur Welt kam. Die Entstehung der Bronzeskulptur geht auf eine Privatinitiative des Greifswalder Malers und Kunstförderers Helmut Maletzke zurück, der die Federführung übernahm. Die Finanzierung des Denkmals erfolgte durch das Schweriner Kultusministerium sowie Dank zahlreicher Spenden von Bürgern, Unternehmen und Einrichtungen der Region.
Die Bronzestatue zeigt einen bärtigen Mann mit einem Umgang und einen Wanderstock, der symbolhaft eine Stufe in ein gotisches Fenster hinaufsteigt. Das gotische Fenster ist zur Hälfte ganz, wenn auch ohne den Abschnitt, wo der Schlussstein wäre, zur anderen nur als Stumpf dargestellt. Es ist ein vielleicht auch ein Bezug zum Greifswalder Dom, der Friedrichs Taufkirche war. Durch Friedrich wurde die Zisterzienser-Klosterruine Eldena weltbekannt.
Außer diesem Denkmal gibt es bislang eines in Dresden, nicht nur am Sterbeort, sondern anlässlich des 250. Jahrestags seiner Geburt 2024 an seinem Grab, das zu diesem Anlass restauriert wurde. Ein weiteres entstand in Dresden bereits 1990 auf der Brühlschen Terrasse. Ein rundes Gedenkdatum wie in Dresden war in Greifswald für die Aufstellung des Caspar-David-Friedrich-Denkmals nicht gegeben. Die feierliche Einweihung fand am 8. Mai 2010 statt. Dies hatte seinen Grund in den Verzögerungen im Greifswalder Stadtrat, die wiederum Anlass zur Kritik gaben. Schon 1998 gab es zum Denkmal seitens der Bürgerschaft Anregungen.